# 切斯特頓 (印地安納州)
切斯特敦（英語：Chesterton）是一個位於美國印地安納州波特縣的城鎮。

## 人口
根據2010年美國人口普查的數據，切斯特敦的面積為24.43平方千米，當中陸地面積為24.13平方千米，而水域面積為0.30平方千米。當地共有人口13068人，而人口密度為每平方千米535人。